# Kaputan
|  | Aquest article tracta sobre la població d'Armènia. Si cerqueu el llac d'Armènia, vegeu «llac Urmia». |

Kaputan (en armeni: Կապուտան, anteriorment, Gëykilisa) és una ciutat a la província de Kotaik d'Armènia.